# ريناج (إزار)
ريناج هي بلدية في إزار في جنوب شرق فرنسا.